# Federico Ricci
Federico Ricci (Nápoles, 22 de octubre de 1809 - Conegliano, Véneto, 10 de diciembre de 1877) fue un compositor operístico italiano, hermano pequeño de Luigi Ricci, con quien colaboró en cuatro óperas, además de componer otras 15 en solitario.

## Biografía
Federico Ricci nació en Nápoles el 22 de octubre de 1809, 4 años después de su hermano, en el seno de una familia arraigada en el mundo teatral, ya que su padre, Pietro, de origen florentino, trabajaba como sastre en los teatros líricos de la ciudad, y sus otros dos hermanos también trabajaron en temas relacionados: Egisto fue empresario teatral y Vincenzo fue cantante.
En 1818, 4 años después que su hermano, fue admitido en el Conservatorio di San Pietro a Majella, donde estudia con Giovanni Furno, Nicola Antonio Zingarelli y Pietro Raimondi; tuvo además como maestrino (especie de tutoría por parte de un alumno más avanzado) a Vincenzo Bellini, a quien admirará enormemente y con quien mantendrá una buena amistad durante toda la vida del catanés. Pero Federico no concluye sus estudios en el conservatorio: su hermano Luigi se había establecido en Roma para emprender su carrera operística, y Federico, incapaz de separarse le él, lo acompaña, sirviéndole de asistente y acompañándolo en sus diferentes compromisos a lo largo de Italia, lo que le permite conocer de primera mano el mundo teatral. Y todo pese a que, según Francesco Florimo, ambos eran de carácter completamente opuesto: Luigi era alegre y vividor, mientras Federico era serio y reflexivo Durante su estancia en Roma, Federico entrabla amistad con el pintor francés Horace Vernet, quien pinta un retrato suyo, además de usarlo como modelo para el Holofernes de su Judith y Holofernes.

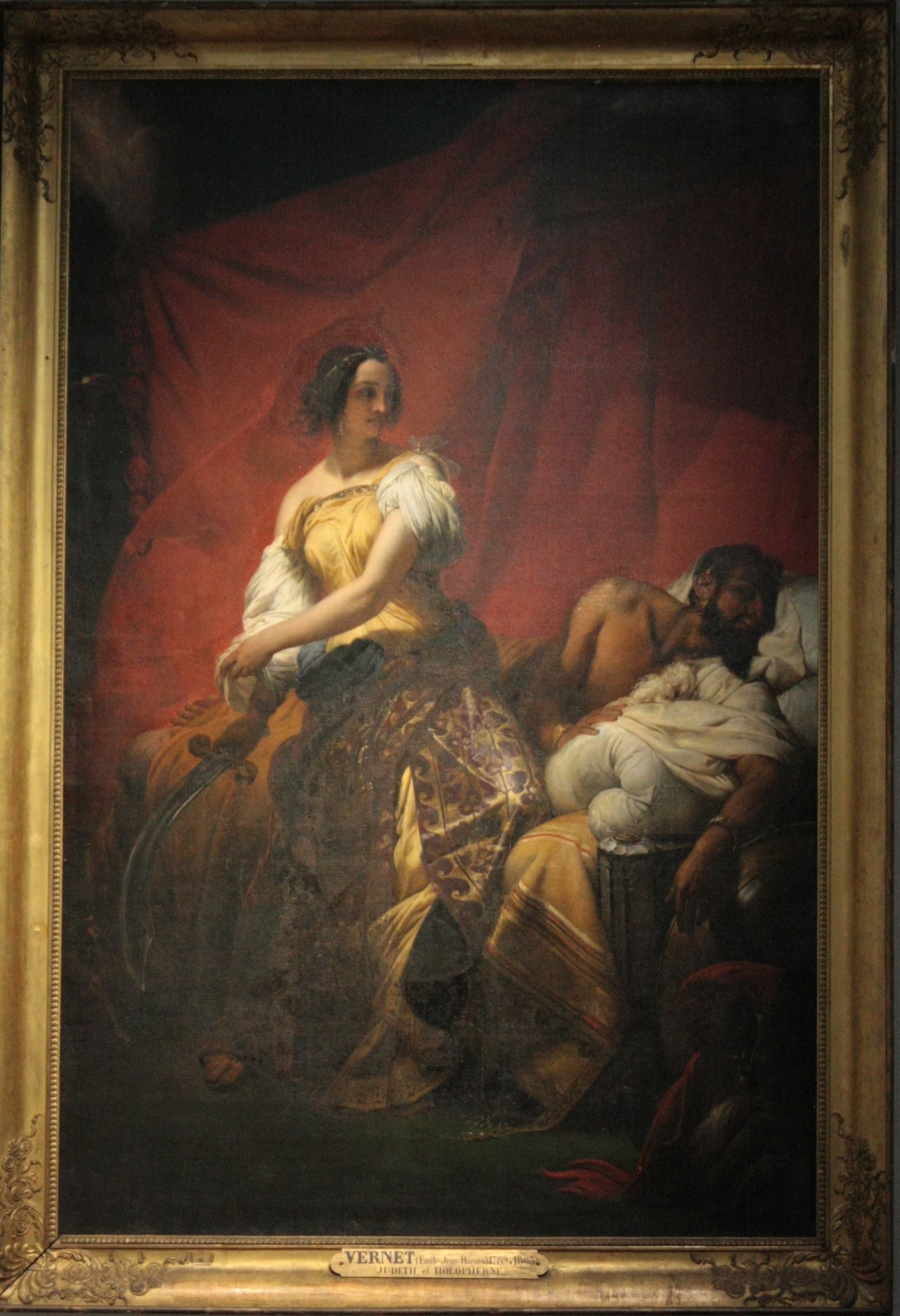
Judith y Holofernes de Horace Vernet; Federico Ricci aparece retratado en la figura de Holofernes

Su carrera como compositor despega con  Il colonello, estrenada en el Teatro Nuovo de Nápoles en marzo y que compone en colaboración con su hermano. En 1936 estrenan su segunda ópera compuesta conjuntamente, Il disertore per amore, en el mismo teatro. Ambos hermanos, pese a sus diferencias de carácter, trabajaban juntos, en la misma habitación, combinando sus ideas propias con gran habilidad. Entremedias, en junio de 1835, Federico estrena su primera ópera en solitario, Monsieur de Chalumeaux en el Teatro San Samuele de Venecia, que, al igual que las colaboraciones con su hermano, tuvo un buen éxito.
Luigi Ricci se hizo cargo en 1837 de los cargos de maestro de capilla en la catedral de Trieste y director teatral del Teatro Grande de la misma ciudad; gracias a ello, Federico consigue estrenar allí en 1838 su ópera La prigione di Edimburgo con gran éxito; una de sus piezas, la barcarola Nella poppa del mio brick se hizo muy popular. Este triunfo le abrió las puertas de los principales teatros de Italia. 
Su siguiente ópera, Un duello sotto Richelieu, estrenada en 1839 en La Scala de Milán, es un fracaso, pero, tras un año de silencio, se resarcirá con las dos óperas que estrenará en 1841, Luigi Rolla y Corrado d'Altamura. La primera, estrenada en marzo en el Teatro della Pergola de Florencia, es un éxito gracias a la interpretación que del personaje protagonista hace el tenor Napoleone Moriani, mientras que la segunda, estrenada en noviembre en la Scala de Milán, será el mayor éxito de su carrera. Este éxito le valió además que la casa de Saboya le contratara para componer algunas obras de ocasión, entre ellas la cantata titulada La felicità, compuesta con motivo del matrimonio entre el príncipe heredero Víctor Manuel, futuro primer rey de Italia, y María Adelaida de Austria, en 1842.
Pero sus siguientes óperas del género serio no correrán la misma suerte, teniendo éxitos moderados ( Estella di Murcia, estrenada en Milán en 1846, o  Griselda, estrenada en Venecia en 1847) o resultando más bien decepcionantes ( Vallombra, estrenada en Milán en 1842, o  Isabella de' Medici, estrenada en Trieste en 1845), en una época en la que el nuevo estilo de Verdi es el que triunfa. A partir de entonces Federico se dedicará al género bufo, pero una nueva colaboración con su hermano, L'amante di richiamo, estrenada en Turín en 1846, tampoco tendrá mucho éxito. 
La relación con Luigi se enfría tras la escandalosa relación que éste mantiene al mismo tiempo con dos hermanas gemelas Ludmilla y Franziska Stolz, ambas sopranos, y el posterior matrimonio en 1849 con la primera (pero sin abandonar la relación con la otra), que Federico no aprobaba. Por ello, para su nueva colaboración, Crispino e la comare, a diferencia de lo que habían hecho hasta entonces, se dividieron la ópera en números que cada uno de ellos componía por su cuenta. Pese a todo, ésta ópera fue el punto álgido de la carrera de ambos hermanos, y tras su estreno en Venecia en 1850, se representó abundantemente en toda Italia y en numerosas otras ciudades por todo el globo.
Tratando de repetir su éxito, Federico estrena en el mismo teatro otra ópera bufa pocos meses después, I due ritratti, pero el triunfo no se repite, y Federico, enfurecido, abandona Italia y, tras pasar un año en Varsovia, se instala en Viena, donde en 1852 estrena con gran éxito Il marito e l'amante. Pero un nuevo fracaso, en 1853, con Il paniere d'amore, le llevan a aceptar la oferta de dirigir los Teatros Imperiales de San Petersburgo, a instancias de la Condesa Catherine Adlerberg, a quien había conocido en Venecia en 1851. Permanecerá en este puesto 16 años, en los que compondrá canciones, pero ninguna ópera nueva. El puesto le permite ausentarse de la ciudad durante 3 meses, que aprovecha para ir a París o regresar a Italia. En 1859 se ve en la triste situación de tener que acompañar a su hermano Luigi, enfermo de sífilis y presa de la melancolía, a un sanatorio de Praga en el que morirá a finales de año. 
En 1867 renuncia a su cargo en Rusia y se traslada a París, donde retoma su actividad como compositor operístico, estrenando con gran éxito Une folie à Rome en 1869. Esta obra le vale la admiración de Verdi, quien contacta con él para colaborar en dos proyectos: componer una romanza para el Album Piave y escribir el Recordare Jesu para la fallida Messa per Rossini. También en 1869 se estrena en París con gran éxito Le docteur Crispin, revisión francesa de Crispino e la comare. 
Pero sus dos últimas obras, Le docteur Rose y Une fête à Venise (revisión francesa de Il marito e l'amante), estrenadas ambas en 1872, no tuvieron éxito. Finalmente, en 1876, Federico, que nunca se había casado, se retiró a su villa en la ciudad véneta de Conegliano, donde murió el 10 de diciembre de 1877, dejando inacabada su ópera sobre el Quijote de Cervantes.

## Obras

### Óperas
| Título                           | Libretista            | Fecha de estreno        | Ciudad, teatro                       | Notas |
| -------------------------------- | --------------------- | ----------------------- | ------------------------------------ | --- |
| Il colonello                     | Jacopo Ferretti       | 14 de marzo de 1835     | Nápoles, Teatro del Fondo            | Compuesta junto a su hermano Luigi |
| Monsieur de Chalumeaux           | Jacopo Ferretti       | 14 de junio de 1835     | Venecia, Teatro San Benedetto        | |
| Il disertore per amore           | Jacopo Ferretti       | 13 de febrero de 1836   | Nápoles, Teatro del Fondo            | Compuesta junto a su hermano Luigi |
| La prigione di Edimburgo         | Gaetano Rossi         | 13 de marzo de 1838     | Trieste, Teatro Grande               | |
| Un duello sotto Richelieu        | Francesco dall'Ongaro | 17 de agosto de 1839    | Milán, Teatro de La Scala            | |
| Luigi Rolla                      | Salvatore Cammarano   | 30 de marzo de 1841     | Florencia, Teatro della Pergola      | |
| Corrado d'Altamura               | Giacomo Sacchero      | 16 de noviembre de 1841 | Milán, Teatro de La Scala            | |
| Vallombra                        | Giacomo Sacchero      | 26 de diciembre de 1842 | Milán, Teatro de La Scala            | |
| Isabella de' Medici              | Antonio Gazzoletti    | 9 de marzo de 1845      | Trieste, Teatro Grande               | |
| Estella di Murcia                | Francesco Maria Piave | 21 de febrero de 1846   | Milán, Teatro de La Scala            | |
| L'amante di richiamo             | Francesco dall'Ongaro | 13 de junio de 1846     | Turín, Teatro d'Angennes             | Compuesta junto a su hermano Luigi |
| Griselda                         | Francesco Maria Piave | 13 de marzo de 1847     | Venecia, Teatro La Fenice            | |
| Crispino e la comare             | Francesco Maria Piave | 28 de febrero de 1850   | Venecia, Teatro San Benedetto        | Compuesta junto a su hermano Luigi. Versión francesa: Le docteur Crispin, estrenada en el Grand Théâtre de Lieja el 17 de diciembre de 1866 |
| I due ritratti                   | Federico Ricci        | 21 de noviembre de 1850 | Venecia, Teatro San Benedetto        | |
| Il marito e l'amante             | Gaetano Rossi         | 9 de junio de 1852      | Viena, Kärntnertortheater            | Versión francesa: Une fête à Venise (París, 15 de febrero de 1872                                                                           |
| Il paniere d'amore               | Gaetano Rossi         | 25 de mayo de 1853      | Viena, Kärntnertortheater            | |
| Une folie à Rome                 | Victor Wilder         | 30 de enero de 1869     | París, Fantaisies-Parisiennes        | Versión italiana: Una follia a Roma |
| Le docteur Rose, ou La dogaresse | Émile de Najac        | 10 de febrero de 1872   | París, Théâtre des Bouffes-Parisiens | |
| Don Quichotte                    |                       |                         |                                      | Compuesta en 1876, inacabada |

### Otras obras
- La felicità, cantata profana (1842)
- Misas
- Canciones
- Piezas para piano